# Hội chứng ác tính do thuốc an thần

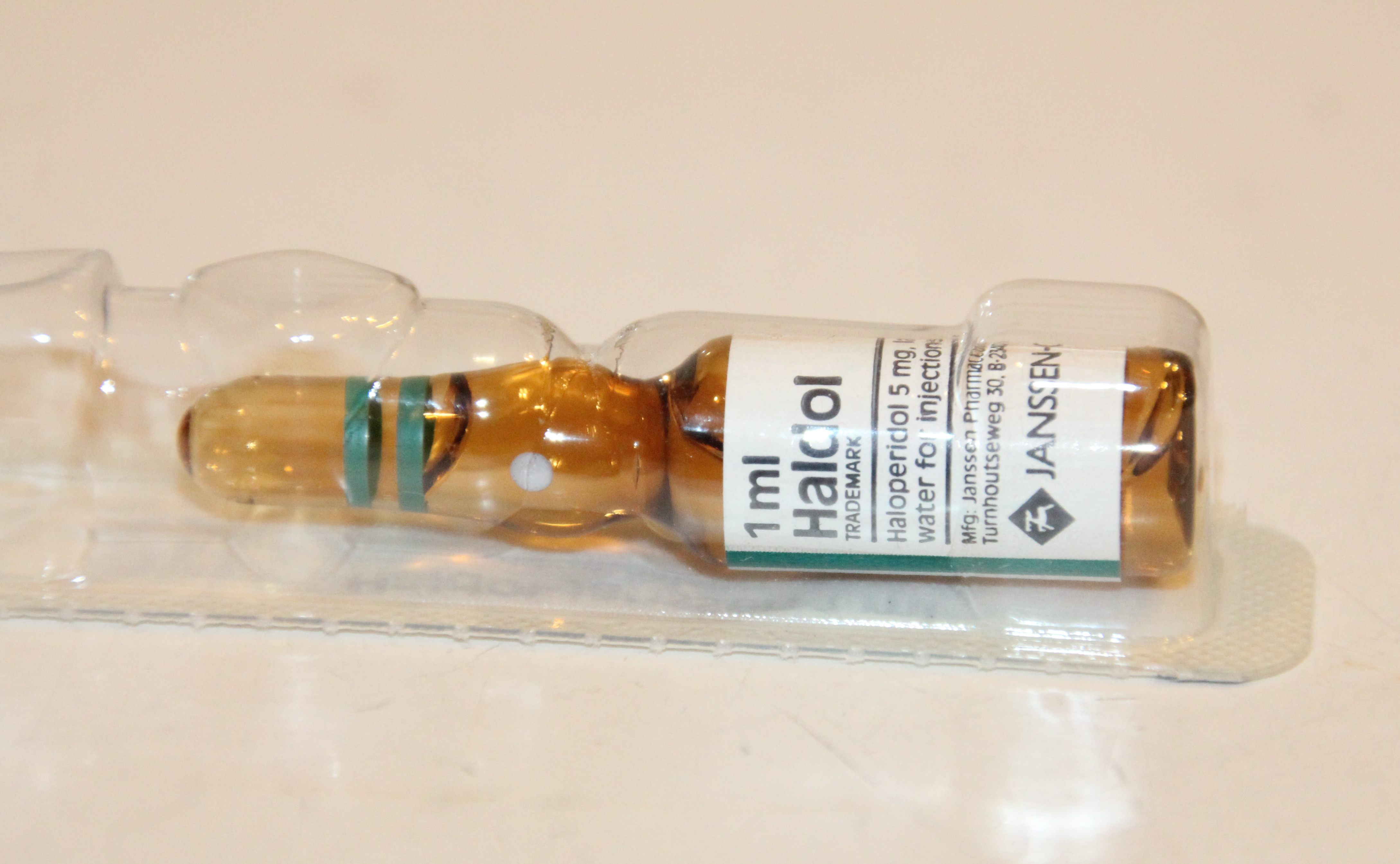
Haloperidol, một nguyên nhân được biết đến của NMS

Hội chứng ác tính do thuốc an thần (Neuroleptic malignant syndrome - NMS) là một phản ứng đe dọa tính mạng có thể xảy ra khi đáp ứng với thuốc an thần kinh hoặc thuốc chống loạn thần. Các triệu chứng bao gồm sốt cao, nhầm lẫn, cơ bắp cứng, huyết áp thay đổi, đổ mồ hôi và nhịp tim nhanh. Các biến chứng có thể bao gồm tiêu cơ vân, kali máu cao, suy thận hoặc co giật.
Bất kỳ loại thuốc nào trong gia đình thuốc an thần kinh đều có thể gây ra tình trạng này, mặc dù thuốc chống loạn thần điển hình dường như có nguy cơ cao hơn thuốc không điển hình. Khởi phát thường trong vòng một vài tuần kể từ khi bắt đầu dùng thuốc nhưng có thể xảy ra bất cứ lúc nào. Yếu tố nguy cơ bao gồm mất nước, kích động và căng trương lực. Giảm nhanh việc sử dụng levodopa cũng có thể gây ra tình trạng này. Cơ chế cơ bản liên quan đến sự tắc nghẽn các thụ thể dopamine. Chẩn đoán dựa trên các triệu chứng.
Điều trị: ngừng thuốc đang dùng và bắt đầu các loại thuốc khác. Các loại thuốc được sử dụng bao gồm dantrolene, bromocriptine và diazepam. Nguy cơ tử vong khoảng 10%. Chẩn đoán và điều trị nhanh chóng là cần thiết để cải thiện kết quả.
Tính đến năm 2011, trong số những người ở bệnh viện tâm thần về thuốc an thần kinh, khoảng 15 trên 100.000 bị ảnh hưởng mỗi năm. Trong nửa sau của thế kỷ 20, tỷ lệ cao hơn khoảng 2% (2.000 trên 100.000). Nam giới dường như thường bị ảnh hưởng nhiều hơn phụ nữ. Chứng bệnh này được mô tả lần đầu tiên vào năm 1956.